# Night Flight (film, 2014)
Pour plus de détails, voir Fiche technique et Distribution.
Night Flight (hangeul : 야간비행 ; RR : Yaganbihaeng) est un film sud-coréen écrit, réalisé et monté par Lee Song-hee-il, sorti en 2014.
Il a officiellement été sélectionné « Panorama » et projeté en avant-première mondiale à la Berlinale en février 2014.

## Fiche technique
- Titre : Night Flight
- Titre original : 야간비행 (Yaganbihaeng)
- Réalisation : Lee Song-hee-il
- Scénario : Lee Song-hee-il
- Décors : Lee Sin-hye
- Costumes : In Ji-ae
- Photographie : Yeon Ji-woon
- Son : Kim Su-hyeon
- Montage : Lee Song-hee-il
- Production : Kim Il-kwon
- Société de production : Cinema DAL
- Société de distribution : Finecut
- Pays d'origine :  Corée du Sud
- Langue originale : coréen
- Format : couleur
- Genre : drame
- Durée : 134 minutes
- Dates de sortie :
  - Corée du Sud : 7 février 2014 (Berlinale) ; 28 août 2014 (nationale)

## Distribution
- Kwak Si-yang : Sin Yong-joo
- Lee Jae-joon : Gi-woong
- Choi Joon-ha : Gi-taek
- Kim Chang-hwan : Seong-jin
- Lee Ik-joon : Joon-woo
- Park Mi-hyeon : la maman de Yong-joo

## Accueil

### Sortie nationale
Le film est sélectionné dans la catégorie « Panorama » et projeté en avant-première le 7 février 2014 au festival Berlinale. Il sort le 28 août 2014 dans les salles obscures en Corée du Sud.

## Distinctions

### Récompenses
- Festival international de CinemAsia 2014 : Prix de jury

### Nominations et sélections
- Berlinale 2014 : sélection « Panorama »
- Festival international de Wildflower 2015 (hangeul : 들꽃영화상) :
  - Meilleur réalisateur pour Lee Song-hee-il
  - Meilleurs acteurs pour Kwak Si-yang et Lee Jae-joon